# M. E. Sharpe
M. E. Sharpe, Inc. — научное издательство основанное Мироном Шарпом (англ. Myron Sharpe) в 1958 году с целью издания переводов переводов с Русского в областях общественных и гуманитарных наук. Переводы публиковались в серии журналов, первым из которых был «Проблемы экономики» (англ. Problems of Economics), в настоящее время он называется «Problems of Economic Transition». В 1960-х, проект стал включать и другие европейские языки, а впоследствии Китайский и Японский. В те же годы M.E. Sharpe запустило несколько других научных журналов со статьями изначально написанными на английском. В 2015 году фирма издавала более 35-и периодических изданий, включая «Challenge», «Журнал управленческих информационных систем», «International Journal of Electronic Commerce», «Journal of Post-Keynesian Economics» и «Проблемы пост-коммунизма». Вскоре после её основания, M. E. Sharpe, Inc. также начала печатать учебники также по общественным и гуманитарным наукам с особым упором на международных отношениях. В 1980-х, книжное отделение расширилось и в настоящее время публикует приблизительно 60 новых изданий в год, в основном по экономике, бизнесу, менеджменту, государственному администрированию, политологии, истории и литературе. Многие из учебников доступны в цифровой форме через онлайн-магазин Sharpe E-Text Center.
M. E. Sharpe издавало нескольких нобелевских лауреатов, включая Кэндзабуро Оэ и Василия Леонтьева, а также известного американского писателя Говарда Фаста, автора романа «Спартак». Импринт «The East Gate Books» широко известен как лидер издания книг в области азиатского востоковедения.
В 1995 был основан импринт «Sharpe Reference» для издания справочников, в основном посвящённых американистике и глобалистике, для среднего и начального высшего образования, а также для обычных читателей. Полное содержание многих из этих справочников доступно в электронной форме в магазине «Sharpe Online Reference».
M. E. Sharpe, Inc. была основана в Нью-Йорке и первоначально называлась «International Arts and Sciences Press». Через двенадцать лет фирма переехала в Уайт-Плейнс. Начиная с 1980-го, фирма располагается в городе Армонк.
В 2014 году M. E. Sharpe была продана издательскому дому Routledge.

## Книги
M. E. Sharpe специализируется на общественных науках, гуманитарных науках, бизнес-менеджменте и государственном администрировании.

## Журналы
M.E. Sharpe издаёт журналы, среди которых:
- «Challenge[англ.]»
- «Европейское образование[англ.]»
- «Проблемы пост-коммунизма[англ.]»
- «Журнал экономических проблем[англ.]»
- «Журнал управленческих информационных систем[англ.]»
- «Journal of Post Keynesian Economics»
- «Международный журнал политической экономии[англ.]»